# Gust estètic
El gust estètic és la facultat de formular judicis. El camp en el qual es pot estudiar el gust és molt extens: va des de la cortesia fins a la filosofia i en aquest article es fa esment del gust en alguns d'aquests camps.
Es coneix com a «gustos naturals» els que són font de plaers com el descobriment d'idees o coneixements, l'aprenentatge, la descoberta, etc. que no tenen el seu origen en els sentits i són immanents i propis de l'ànima des de la més tendra infantesa. Els gustos en l'estètica, que s'obtenen pels camins dels sentits, són «gustos adquirits». En fisiologia, el sentit del gust és un dels cinc sentits corporals que radica a la llengua i que percep els sabors. Brillat Savarin (1755-1986) va escriure sobre la gastronomia amb sintonia amb el gust estètic en el menjar. En les relacions socials de la noblesa de la ciutat de París del començament de segle XX es troben exemples del gust com a culte en les novel·les de la sèrie «A la recerca del temps perdut» de Marcel Proust.
La capacitat sensible dels sentits es millora amb l'aprenentatge que permet millorar la crítica necessària que acompanya a la percepció.

## Les arts
Valeriano Bozal, en la Introducció a la seva monografia sobre Goya, assenyala la dificultat per la elusivitat que comporta el tractament del gust en la història de l'art. En l'obra de Goya, amb la Il·lustració, amb la Revolució Francesa i amb la decadència d'Espanya, la proclamació de la Primera Constitució espanyola a Cadis, la desamortització de béns de l'Església, Ferran VII, etc. es troba el gust pel pintoresquisme, el grotesc, la màgia, la denúncia de la crueltat, la violència i el paisatge, com es pot observar en «Assalt de la diligència», entre d'altres.

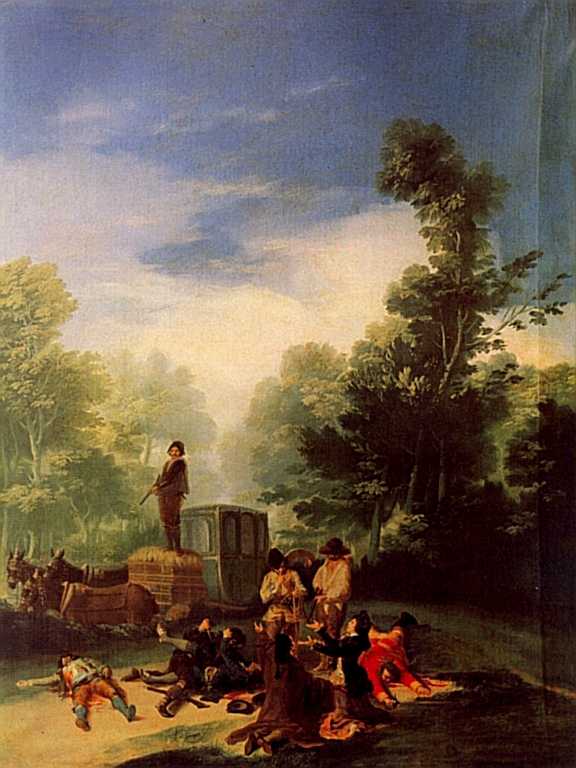
Assalt a la diligència

Clement Greenberg apunta el diferent sentit del mot «gust» actualment amb característica més mundana, i el del Romanticisme, més meditat. Sobre la relativitat del gust Leonardo da Vinci diu: «La bellesa amb la lletjor es fan més potents l'una al costat de l'altra». L'estètica ajuda a discriminar i elaborar el gust, però no «ha complert amb les expectatives a l'hora d'explicar els gustos». Qui té “bon gust” aprecia obres que superaran el pas del temps. Quan l'objecte a percebre té relació amb la moral, l'ètica ajuda a elaborar el gust. Hi ha autors que estudien el gust estètic juntament amb el gust ètic.
S'han exposat diverses opinions sobre si el gust és racional o sensible, sobre si es pot aprendre o si és innat, sobre si és individual (o subjectiu) o universal (o objectiu). Emmanuel Kant, en l'obra Crítica de la facultat de jutjar afirma que el sentit del gust es basa en un concepte indeterminat i Montesquieu en el seu «Assaig sobre el gust» apunta al concepte indeterminat del «no sé què». Al «no sé què» en fa referència Benito J. Feijoo en dos discursos, que són part de l'obra Teatro crítico universal mentre que Stefan Zweig opina que «Cap obra d'art es manifesta a primera vista en tota la seva profunditat i grandesa».

En música, l'art més espiritual, sense «missatge», sense contingut, essent una seqüència d'impressions, el plaer/desplaer es manifesta immediatament en l'oient receptor, tenint en compte que la rapidesa en decidir si una representació és agradable o no, és una capacitat distribuïda molt irregularment entre tots els espectadors. Per Bozal, «posar en joc l'enteniment és intervenir en el gust i tornar al passat del classicisme barroc».

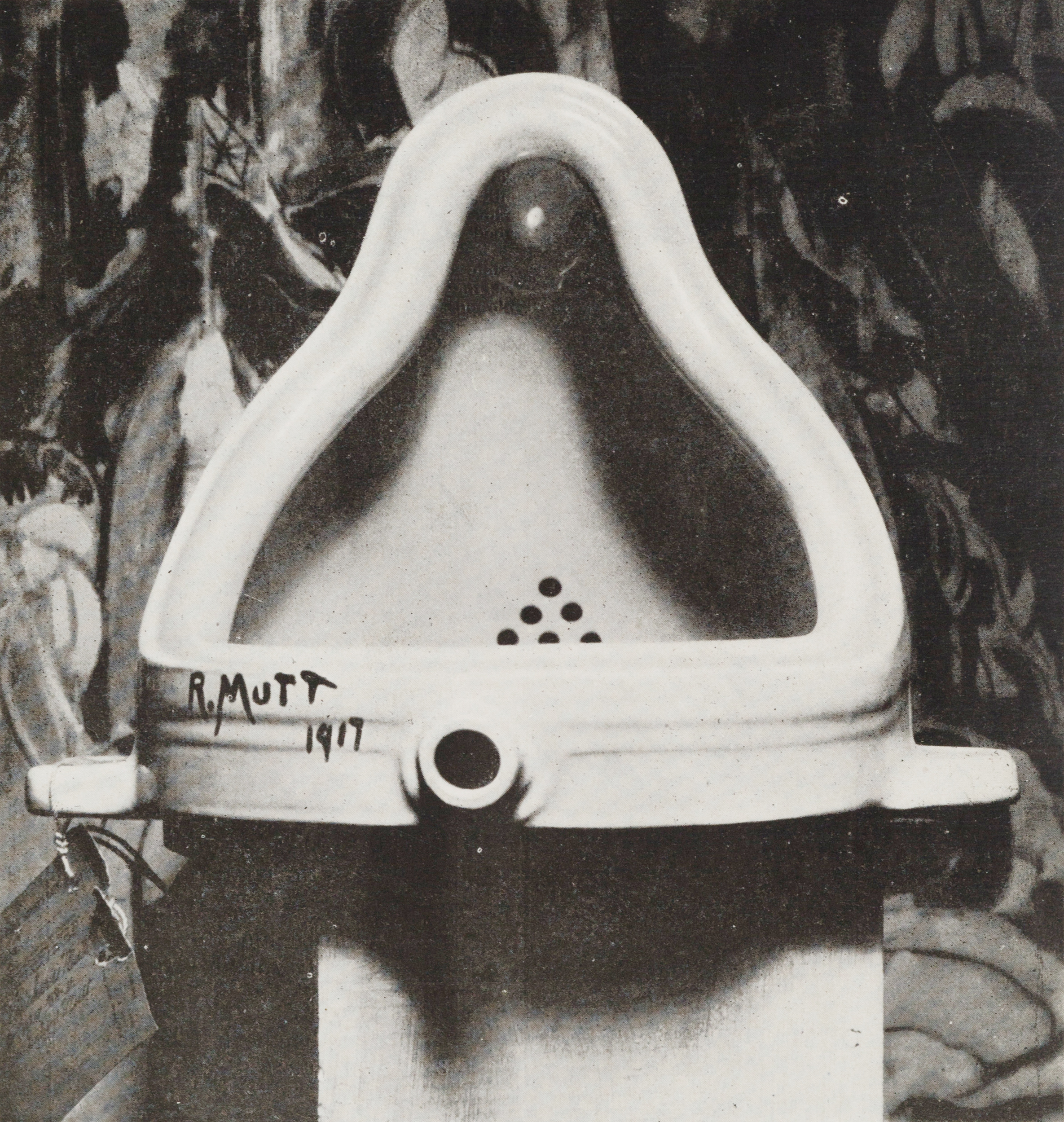
'Font' de Duchamp (Urinari de porcellana per a homes. Moviment Anti-art)

Andy Warhol deia que «Si vols saber sobre Andy Warhol, mira tan sols la superfície de les meves pintures i les meves pel·lícules i a mi. Jo sóc allí. Més enllà no hi ha res.» El canvi en formulacions artístiques va seguir un itinerari (Fauvisme, Expressionisme, Cubisme, Futurisme, Dadaisme, Neoplasticisme, Orfisme, etc.) que es coneix com a avantguardisme, el qual trenca amb les formes anteriors, superant-les. La trajectòria o encaminament en aquestes formulacions és font de discussions i controvèrsies en el que es coneix com a Postmodernitat.
En l'antiguitat qui determinava com volia una obra d'art era qui l'encarregava a l'artista, que havia de fer-la a gust del poderós que l'havia encarregat. A l'acabament de l'Imperi Romà aquesta dinàmica perdurà en els nobles, els cavallers, els guerrers i els propietaris de terres, juntament amb l'Església que prengué el paper d'organitzador de la societat amb moviments com el conegut com Pau i Treva, i sorgiren monestirs que acollien obres d'art com l'arquitectura, la pintura i la música (p. e. cant gregorià) que es varen mantenir durant la major part de l'edat mitjana.
En la visita a un museu o en una exposició es demana el màxim silenci als assistents que permeti la concentració en l'observació. Segons Ortega y Gasset l'art modern és impopular en essència, divideix el públic entre els que l'entenen i els que no l'entenen, els que són capaços de fixar-se únicament en l'estètica prescindint del contingut o el missatge, el que vol dir, i els que si hi volen veure el significat, no hi entren.
On s'exposen obres sobre múltiples temes, l'observador aporta a priori el seu interès estètic que li és propi. La repetició de visites a museus, a concerts, els estudis acadèmics, etc. incrementa la capacitat discriminatòria del gust.

## La cultura
Per a G. W. F. Hegel el gust correspon a l'ordenament i tractament de l'aparença externa d'una obra d'art. Perquè aquesta aparença externa de l'obra d'art entri en la percepció humana Hegel descarta els sentits que no siguin la vista i l'oïda. David Hume, en Sobre la norma del gust indica la dificultat o impossibilitat de normalitzar el gust per la gran diferència entre el sentiment i el judici.
Kant estudia els objectes percebuts en dos terrenys: poden ser bells i agradables o poden ser bons i utilitzables. Quan un objecte causa una «sensació» immediata pot ser que sigui influïda la sensació a priori per l'observador. El gust sobre un objecte bell és reconegut per tothom, és universalitzable i comunicable. Quan hi ha una reflexió sobre el «sentiment» que l'objecte ha provocat, pot existir un interès en la seva utilització i llavors el gust, que segueix existint, ja no és dins l'estètica. Com a mostra d'utilització, Florus fa una observació sobre el comportament d'Hanníbal quan narra, en la seva obra sobre Titus Livi, com Hanníbal va preferir assaborir la victòria a aprofitar-se'n: «cum victoria posset uti, frui maluit» ('encara que la victòria pogués ser útil, es va estimar més assaborir-la').
Amb la Il·lustració comença a disminuir el paper de l'Església donant el valor i jutjant. L'art deixa de ser aristocràtic per fer-se burgès. Posteriorment s'afegeix a l'art la crítica, la provocació, com per exemple en les pintures de Goya, de Munch, Van Gogh. Amb la Modernitat, ja que la bellesa té caràcter aburgesat, hi ha qui fa present la lletjor, l'obscenitat, per trencar amb el classicisme anterior. El triomf d'aquesta pràctica revolucionària, bohèmia, posa en crisi el concepte anterior sobre què és el gust.
En un concert de música clàssica hi ha qui considera de «mal gust» aplaudir entre moviments del concert i es fa patent el distanciament cap a l'intèrpret. Altrament, en un concert de rock, el públic hi participa activament i amb gust. L'esperit de col·lectivitat també es troba en cultures no alfabetitzades com es pot veure a La Galàxia Gutenberg de Marshall McLuhan, que cita un treball de John Wilson per l'Institut africà de la Universitat Western de Londres“ per assenyalar que el públic africà observant una pel·lícula no es queda assegut, sense participar, en silenci. Els espectadors africans no poden acceptar el nostre paper de consumidors passius. McLuhan vincula l'alfabetització de la societat a la capacitat de vincular una percepció a un concepte i assenyala que en cultures analfabetes la determinació del gust és simultani a la percepció.
De l'època clàssica ençà, és habitual el rebuig a coses noves, que trenquen el gust tradicional de les coses ja conegudes. Sabem que les obres que actualment són representades amb èxit de públic quan es varen estrenar o donar a conèixer varen ser rebudes amb mostres de rebuig. Aquest rebuig comporta la manca d'estudi d'una obra quan és nova. La poca disposició a l'estudi crític de les obres noves percebudes pot estar influït pel gregarisme, el conformisme, els prejudicis. L'estudi crític en una percepció permet determinar si aquesta percepció té valor estètic.

## Classes socials
En el llibre La Distinción de Pierre Bourdieu hi ha un estudi sociològic del gust, allunyat dels que anomena «discursos cultivats sobre la cultura». Bourdieu descriu condicions socials que permeten la generació del gust perquè l'educació està relacionada amb la formació el gust. Utilitza el mot «capital» per descriure les capacitats o poders que cada observador té disponibles per a examinar i jutjar: capital escolar (coneixements i titulació), capital cultural (heretat del medi familiar), capital social, capital econòmic, etc.
Hi ha pràctiques «de classe»: freqüentar concerts, domini d'interpretació d'instruments musicals (el piano és percebut tenint més noblesa que l'acordió o la guitarra), visites a museus i exposicions, lectura de ‘còmics', etc. El mot «distinció» vol dir «separar», «dividir».
Bourdieu assenyala tres nivells socials en els quals es troben diferents gustos: són al primer nivell els qui reconeixen compositors com Bach, Mozart, pintors com Goya, Rembrandt, entre d'altres. En el segon nivell hi ha qui reconeix obres d'autors com Gershwing, Bernstein, Albéniz, Granados i pintures impressionistes, pintures naturalistes, cantants com Brel, Piaf, Bonet i altres. En el tercer nivell es consumeix música lleugera de curta vida, o de més qualitat però desvaloritzada per la divulgació.
Bourdieu també assenyala el pòsit classista en activitats com l'esport (golf, polo, atletisme, futbol, boxa, etc.) que s'adquireixen habitualment en l'àmbit escolar i familiar, àmbits que estan prèviament situats en cada nivell social. Per la historiadora Jenny Davidson, autors com John Locke i Jane Austen (segle xviii) estudien les formes en què la hipocresia es mescla amb el gust i la cortesia en l'entorn de comunicació social.
El que es coneix com a gust d'alt nivell social posa un determinat públic fora dels seus objectius. Segons el crític d'art estatunidenc Boris Groys l'observador actual no és qui jutja l'obra d'art sinó l'obra d'art és la que jutja el públic. Andy Warhol trencava la distinció que tenia l'artista d'avantguarda amb el públic en general.
La història de la moda mostra com la classe social superior abandona una moda quan comença a establir-se en la classe social inferior. En la societat dividida en classes, la moda forma un «contínuum» d'unió entre aquestes classes. En el cas de l'art la unió és fragmentària, discontínua.

## La moda
En el seu llibre El imperio de lo efímero, Gilles Lipovetski comença amb la següent frase: «Entre la intel·lectualitat el tema de la moda no es porta.» Entre els pocs intel·lectuals que paren esment en la moda podem trobar Walter Benjamin (en la seva obra Passatges), Leopardi, Simmel. En la societat primitiva, on no havia Estat ni estructures socials ni econòmiques molt desenvolupades i, principalment, sense el sentit d'individualitat i autonomia, la moda pràcticament no existia. L'individualisme s'ha desenvolupat principalment al món occidental on des del segle xix no han aparegut molts estudis teòrics en profunditat sobre la moda.
El 'gust per si mateix', conegut com a narcisisme, incrementa en gran manera el desig de millorar l'aparença i la moda ofereix a l'individu la possible similitud a personatges als quals s'admira per algun motiu, estètic, econòmic o altre. Quan la moda entra en camps propis dels valors substancials, com criteris polítics, la religiositat, l'individualisme, etc. en resulta un desprestigi humiliant pel valor referit.
La posició social desfavorable de les dones influeix en l'interès que elles tenen a seguir la moda, car la moda accentua paral·lelament l'igualament i la individualització. La moda és imitació d'un model donat mesclat amb la necessitat de distingir-se, de destacar, de canviar sobre el model que s'ha escollit.
A l'Edat Mitjana els cortesans i cortesanes imitaven els capricis dels reis en vestimentes, mobiliari, residència. A mesura que l'estructura econòmica es va fer més complexa aquest desig d'imitar l'aparença dels personatges de classes superiors es va estendre a tots els nivells. La moda es convertí en una demostració del lloc que s'ocupava en l'escala social i el lloc que es perseguia. En el regnat de Lluis XIV va aparèixer l'Alta Costura i el luxe convertit en mercat. Lipovetski menciona l'individualisme estètic que permet als consumidors adaptar un objecte (vestits, motos, etc.) al gust de cada individu modificant-lo parcialment. En anglès hi ha un mot que defineix aquesta individuació: customize, i en català aquesta moda es coneix com a «personalitzar» (col·loquialment 'customitzar').
Actualment els gustos en el món de la moda són inconstants, efímers i imprevisibles. En els estaments que tenen algun paper en la creació de tendències es troba la informàtica, els fabricants de materials, la indústria de cosmètics, la publicitat, els productors d'espectacles, els fabricants de vehicles, els lobbys, etc.
L'any 1984 es varen vendre 20 milions de còpies d'un disc de Michael Jackson i 10 milions d'un de Prince que eren del gust fervorós del seu públic. Durant les audicions d'aquestes cançons es generalitzava l'apassionament, el fervor que acompanya la transgressió de les normes tradicionals, l'atreviment de canviar el model conservador. Però la transgressió en els gustos i en la moda ja és integrada en la societat actual amb el paper de mida compensatòria, equilibrant la conformitat.
Actualment hi ha un augment en la llibertat individual circumscrita principalment dins l'àmbit fugaç de la moda sent profitós pel narcisista. Per a Lipovetski l'individu actual es caracteritza per una «indiferència històrica», un dels trets de la postmodernitat.

## El mercat
En música, el mercat del gust descansa en 4 braços: els intèrprets, els directius d'agències i d'auditoris, les empreses discogràfiques i els crítics. En molts concerts les companyies seleccionen les obres segons l'historial dels ingressos que han tingut en taquilla. Aquestes dimensions influeixen d'alguna forma l'artista prescrivint-li el que ha de fer per acoblar-se al gust present del públic.
Es fan estudis sobre el gust que experimenta el públic davant de diverses obres acumulant dades estadístiques, enquestes, etc. Aquests estudis poden ser usats per productors (d'obres de cine, novel·les, cançons, publicitaris, etc.) portant a conclusions tal vegada desafortunades.
Per a Joan DeJean, qui va iniciar el mercat de la moda al món va ser Jean-Baptiste Colbert (1619-1683), sota el regnat del «Rei Sol» Lluís XIV de França.
En la interpretació (música, arts escèniques) hi rau majorment el possible efectisme que persegueix causar l'aprovació en el públic i l'admissió, efímera, en el seu gust.
Qui té «olfacte» per trobar de seguida al primer cop d'ull una obra d'art és el vertader afeccionat a l'art. Aquest olfacte és el resultat de l'educació. El mercat de les obres d'art, dels autors, dels gèneres, centra el valor en les marques socials que acompanyen el lloc on es consumeixen, on es publiquen.
El gust no forma part intrínseca del món, no és immutable, es crea en un principi i té un final. La formació d'un gust pot resultar d'un èxit de mercat.

### Alguns termes associats
Esnobisme, prejudici, kitsch, cursi, moda, vulgaritat, dandi, elegant, sensació, percepció, pedanteria, adequació, grafiti, estil, grolleria, delicadesa, sado-masoquisme, gràcia en vestir (en ballar, etc.)